# Stenolophus ochropezus
Stenolophus ochropezus är en skalbaggsart som beskrevs av Thomas Say 1823. Stenolophus ochropezus ingår i släktet Stenolophus och familjen jordlöpare. Inga underarter finns listade i Catalogue of Life.